# الاتحاد من أجل الديمقراطية الفرنسية
حزب الاتحاد من أجل الديمقراطية الفرنسية بالفرنسية: Union pour la démocratie française UDF. يرأسه فرنسوا بايرو François Bayrou  .

## وصلات خارجية
- الموقع الرسمي